# Découpage des zones de gouvernement local en Irlande du Nord (1973-2015)

Carte administrative de l’Irlande-du-Nord au 31 mars 2015.

En Irlande-du-Nord, le découpage des zones de gouvernement local hérité du Local Government Act (Northern Ireland) 1972 est mis en place à compter d’octobre 1973 et abrogé en mars 2015.

## Histoire
Les zones de gouvernement local héritées du Local Government (Ireland) Act 1898 sont totalement abolies par le Local Government Act (Northern Ireland) 1972 au 30 septembre 1973 qui fonde un système de gouvernement local à un seul niveau composé de 26 districts.
Le Local Government (Boundaries) Order (Northern Ireland) 1972 précise les limites de ces districts et de leurs sections électorales (wards). Elles ne font l’objet que de deux altérations : le Local Government (Boundaries) Order (Northern Ireland) 1984 et le Local Government (Boundaries) Order (Northern Ireland) 1992.
Les zones de gouvernement local héritées du Local Government (Boundaries) Order (Northern Ireland) 1972 sont à leur tour abolies par le Local Government (Boundaries) Order (Northern Ireland) 2012 au 31 mars 2015.

## Zones de gouvernement local
| Nom                        | Zone d’autorité locale | Zone d’autorité locale | District de dissolution         |
| Nom                        | Type                   | Durée statutaire       | District de dissolution         |
| -------------------------- | ---------------------- | ---------------------- | ------------------------------- |
| Antrim                     | District               | 1973-1977              | Antrim and Newtownabbey         |
| Antrim                     | Borough                | 1977-2015              | Antrim and Newtownabbey         |
| Ards                       | Borough                | Période entière        | North Down and Ards             |
| Armagh                     | District               | 1973-1995              | Armagh, Banbridge and Craigavon |
| Armagh                     | Cité                   | 1995-2015              | Armagh, Banbridge and Craigavon |
| Ballymena                  | Borough                | Période entière        | Mid and East Antrim             |
| Ballymoney                 | District               | 1973-1977              | Causeway Coast and Glens        |
| Ballymoney                 | Borough                | 1977-2015              | Causeway Coast and Glens        |
| Banbridge                  | District               | Période entière        | Armagh, Banbridge and Craigavon |
| Banbridge                  | District               | Période entière        | Newry, Mourne and Down          |
| Belfast                    | Cité                   | Période entière        | Belfast                         |
| Carrickfergus              | Borough                | Période entière        | Mid and East Antrim             |
| Castlereagh                | District               | 1973-1977              | Belfast                         |
| Castlereagh                | Borough                | 1977-2015              | Lisburn and Castlereagh         |
| Coleraine                  | Borough                | Période entière        | Causeway Coast and Glens        |
| Cookstown                  | District               | Période entière        | Mid Ulster                      |
| Craigavon                  | Borough                | Période entière        | Armagh, Banbridge and Craigavon |
| Derry                      | Cité                   | Période entière        | Derry and Strabane              |
| Down                       | District               | Période entière        | Newry, Mourne and Down          |
| Dungannon and South Tyrone | District               | 1973-1999              | Mid Ulster                      |
| Dungannon and South Tyrone | Borough                | 1999-2015              | Mid Ulster                      |
| Fermanagh                  | District               | Période entière        | Fermanagh and Omagh             |
| Larne                      | Borough                | Période entière        | Mid and East Antrim             |
| Limavady                   | District               | 1973-1989              | Causeway Coast and Glens        |
| Limavady                   | Borough                | 1989-2015              | Causeway Coast and Glens        |
| Lisburn                    | Borough                | 1973-2002              | Belfast                         |
| Lisburn                    | Cité                   | 2002-2015              | Lisburn and Castlereagh         |
| Magherafelt                | District               | Période entière        | Mid Ulster                      |
| Moyle                      | District               | Période entière        | Causeway Coast and Glens        |
| Newry and Mourne           | District               | 1973-2002              | Newry, Mourne and Down          |
| Newry and Mourne           | Cité                   | 2002-2015              | Newry, Mourne and Down          |
| Newtownabbey               | District               | 1973-1977              | Antrim and Newtownabbey         |
| Newtownabbey               | Borough                | 1977-2015              | Antrim and Newtownabbey         |
| North Down                 | Borough                | Période entière        | North Down and Ards             |
| North Down                 | Borough                | Période entière        | Belfast                         |
| Omagh                      | District               | Période entière        | Fermanagh and Omagh             |
| Strabane                   | District               | Période entière        | Derry and Strabane              |

## Évolution des limites des districts et des sections électorales

### Modifications des limites
| Disposition                                                 | Date           | Entrée en vigueur | Notes               |
| ----------------------------------------------------------- | -------------- | ----------------- | ------------------- |
| Local Government (Boundaries) Order (Northern Ireland) 1972 | 20 juin 1972   | 17 juillet 1972   | Premier découpage   |
| Local Government (Boundaries) Order (Northern Ireland) 1984 | 18 juin 1984   | 1er août 1984     | Deuxième découpage  |
| Local Government (Boundaries) Order (Northern Ireland) 1992 | 6 juillet 1992 | 1er août 1992     | Troisième découpage |

### Zones électorales de district
| Disposition                                                                     | Date            | Entrée en vigueur | Scrutins         |
| ------------------------------------------------------------------------------- | --------------- | ----------------- | ---------------- |
| Local Government (District Electoral Areas) Regulations (Northern Ireland) 1973 | 27 mars 1973    | 30 mai 1973       | 30 mai 1973      |
| Northern Ireland (Local Elections) Order 1977                                   | 9 mars 1977     | 16 mars 1977      | 18 mai 1977 (en) |
| Northern Ireland (Local Elections) Order 1977                                   | 9 mars 1977     | 16 mars 1977      | 20 mai 1981 (en) |
| District Electoral Areas (Northern Ireland) Order 1985                          | 13 février 1985 | 15 mai 1985       | 15 mai 1985 (en) |
| District Electoral Areas (Northern Ireland) Order 1985                          | 13 février 1985 | 15 mai 1985       | 17 mai 1989 (en) |
| District Electoral Areas (Northern Ireland) Order 1993                          | 9 février 1993  | 19 mai 1993       | 19 mai 1993 (en) |
| District Electoral Areas (Northern Ireland) Order 1993                          | 9 février 1993  | 19 mai 1993       | 21 mai 1997 (en) |
| District Electoral Areas (Northern Ireland) Order 1993                          | 9 février 1993  | 19 mai 1993       | 7 juin 2001 (en) |
| District Electoral Areas (Northern Ireland) Order 1993                          | 9 février 1993  | 19 mai 1993       | 5 mai 2005       |
| District Electoral Areas (Northern Ireland) Order 1993                          | 9 février 1993  | 19 mai 1993       | 5 mai 2011       |